# 福井淳
福井 淳（ふくい きよし、1898年2月1日 - 1955年5月3日）は、日本の外交官。元南西方面海軍民政府司政長官。

## 来歴
神奈川県生まれ。1923年旧制東京商科大学（のちの一橋大学）卒。
1921年高等文官試験外交科試験合格、1922年高等試験外交科試験合格、1923年外務省入省。在中華民国日本大使館二等書記官兼南京領事、ラングーン総領事、大日本帝国海軍司政官等を経て、1944年南西方面海軍民政府司政長官、同年外務省調査官。
妻は男爵であった前島弥の娘。男爵前島勘一郎は義兄。

## 人物
1937年日本軍の南京入城を受け、南京総領事代理として上海から南京に復帰。南京における日本軍の暴虐行為を外務省本省に報告した。